# Hong Kong nos Jogos Olímpicos
Hong Kong participou pela primeira vez dos Jogos Olímpicos em 1952, então como uma colônia inglesa. Hong Kong participou de todas as edições dos Jogos Olímpicos de Verão  desde então, exceto pelo boicote em 1980, e também participou dos Jogos Olímpicos de Inverno desde 2002.
O Comitê Olímpico Nacional de Hong Kong foi criado em 1950 como a Federação de Esportes Amadores e Comitê Olímpico de Hong Kong, e agora é conhecido como Federação de Esportes e Comitê Olímpico de Hong Kong, China.
Após a transferência da soberania de Hong Kong para a República Popular da China em 1997, o CON para a Região Administrativa Especial tem sido designado Hong Kong, China. Hong Kong é representado separadamente nas Olimpíadas por escolha própria.  
Em 2008, Hong Kong foi a sede para as provas de Hipismo dos Jogos Olímpicos de Verão de 2008 em Pequim.

## Medalhistas
Competidores de Hong Kong ganharam apenas 3 medalhas olímpicas.
| Medalha           | Nome                   | Jogos        | Esporte       | Evento                  |  |
| ----------------- | ---------------------- | ------------ | ------------- | ----------------------- |  |
| Medalha de ouro   | Lee Lai Shan           | 1996 Atlanta | Vela          | Classe Mistral Feminino |  |
| Medalha de prata  | Ko Lai Chak e Li Ching | 2004 Atenas  | Tênis de Mesa | Duplas Masculino        |  |
| Medalha de bronze | Lee Wai Sze            | 2012 Londres | Ciclismo      | Keirin Feminino         |  |